# Сферна Беселова функција
Сферне Беселове функције {\displaystyle j_{n}} и {\displaystyle y_{n}} ({\displaystyle n_{n}}) представљају решења диференцијалне једначине:
{\displaystyle x^{2}{\frac {d^{2}y}{dx^{2}}}+2x{\frac {dy}{dx}}+[x^{2}-n(n+1)]y=0.}
тј. радијалне једначине, која се добија сепарацијом варијабли приликом решавања Хелмхолцове једначине у сферним координатама. Функције {\displaystyle j_{n}} називају се сферним Беселовим функцијама прве врсте, а {\displaystyle y_{n}} (или {\displaystyle n_{n}}) називају се сферним Беселовим функцијама друге врсте или сферним Нојмановим фукцијама.

## Дефиниција
Два линеарно независна решења горње диференцијалне једначине називају се сферне Беселове функције {\displaystyle j_{n}} и {\displaystyle y_{n}} ({\displaystyle n_{n}}), а са обичним Беселовим функцијама Jn and Yn повезане су изразом:
{\displaystyle j_{n}(x)={\sqrt {\frac {\pi }{2x}}}J_{n+1/2}(x),}
{\displaystyle y_{n}(x)={\sqrt {\frac {\pi }{2x}}}Y_{n+1/2}(x)=(-1)^{n+1}{\sqrt {\frac {\pi }{2x}}}Y_{-n-1/2}(x).}
{\displaystyle y_{n}} се често означава са {\displaystyle n_{n}} или ηn, и понекад се називају сферне Нојманове фукције.
Сферне Беселове функције могу да се напишу и као:
{\displaystyle j_{n}(x)=(-x)^{n}\left({\frac {1}{x}}{\frac {d}{dx}}\right)^{n}\,{\frac {\sin x}{x}},}
{\displaystyle y_{n}(x)=-(-x)^{n}\left({\frac {1}{x}}{\frac {d}{dx}}\right)^{n}\,{\frac {\cos x}{x}}.}

## Приказ првих неколико сферних Беселових функција
Неколико првих сферних Беселових функција прве врсте је:
{\displaystyle j_{0}(x)={\frac {\sin x}{x}}}
{\displaystyle j_{1}(x)={\frac {\sin x}{x^{2}}}-{\frac {\cos x}{x}}}
{\displaystyle j_{2}(x)=\left({\frac {3}{x^{2}}}-1\right){\frac {\sin x}{x}}-{\frac {3\cos x}{x^{2}}}}
{\displaystyle j_{3}(x)=\left({\frac {15}{x^{3}}}-{\frac {6}{x}}\right){\frac {\sin x}{x}}-\left({\frac {15}{x^{2}}}-1\right){\frac {\cos x}{x}},}
и за функције друге врсте:
{\displaystyle y_{0}(x)=-j_{-1}(x)=-\,{\frac {\cos x}{x}}}
{\displaystyle y_{1}(x)=j_{-2}(x)=-\,{\frac {\cos x}{x^{2}}}-{\frac {\sin x}{x}}}
{\displaystyle y_{2}(x)=-j_{-3}(x)=\left(-\,{\frac {3}{x^{2}}}+1\right){\frac {\cos x}{x}}-{\frac {3\sin x}{x^{2}}}}
{\displaystyle y_{3}\left(x\right)=j_{-4}(x)=\left(-{\frac {15}{x^{3}}}+{\frac {6}{x}}\right){\frac {\cos x}{x}}-\left({\frac {15}{x^{2}}}-1\right){\frac {\sin x}{x}}.}

## Релације ортогоналности
{\displaystyle \int _{0}^{1}x^{2}j_{\alpha }(xu_{\alpha ,m})j_{\alpha }(xu_{\alpha ,n})dx={\frac {\delta _{m,n}}{2}}[j_{\alpha +1}(u_{\alpha ,m})]^{2}\!}
где је α > −1, δm,n Кронекерова делта функција, а uα,m је m-ти корен (нула) функције of jα(x). Релације ортогоналности служе да би се одредили коефицијенти развоја функција у сферни Беселов ред.
Друга релација ортогоналности је:
{\displaystyle \int _{0}^{\infty }x^{2}j_{\alpha }(ux)j_{\alpha }(vx)dx={\frac {\pi }{2u^{2}}}\delta (u-v)\!}
а ту је δ Диракова делта функција.

## Асимптотски облик
{\displaystyle j_{l}(x)={\frac {1}{x}}sin\left(x-{\frac {l\pi }{2}}\right){\text{ za }}x\gg l}
{\displaystyle n_{l}(x)={\frac {-1}{x}}cos\left(x-{\frac {l\pi }{2}}\right){\text{ za }}x\gg l}
За случај када x тежи 0 добијају се следећи изрази:
{\displaystyle j_{l}(x)={\frac {x^{l}}{(2l+1)!!}}\left(1-{\frac {x^{2}}{2(2l+3)}}+..\right){\text{ za }}x\to 0}
{\displaystyle n_{l}(x)={\frac {(2l+1)!!}{(2l+1)}}{\frac {1}{x^{l+1}}}\left(1+{\frac {x^{2}}{2(2l-1)}}+..\right){\text{ za }}x\to 0}

## Формуле рекурзије
{\displaystyle {\begin{aligned}{\frac {2l+1}{x}}j_{l}&=j_{l-1}(x)+j_{l+1}(x)\\j'_{l}(x)&={\frac {1}{2l+1}}\left(lj_{l-1}(x)-(l+1)j_{l+1}(x)\right)\\{\frac {\mathrm {d} }{\mathrm {d} x}}(xj_{l}(x))&=xj_{l-1}(x)-lj_{l}(x)\end{aligned}}}
Сличне рекурзије постоје и за сферну Нојманову функцију:
{\displaystyle {\begin{aligned}{\frac {2l+1}{x}}n_{l}&=n_{l-1}(x)+n_{l+1}(x)\\n'_{l}(x)&={\frac {1}{2l+1}}\left(ln_{l-1}(x)-(l+1)n_{l+1}(x)\right)\\{\frac {\mathrm {d} }{\mathrm {d} x}}(xn_{l}(x))&=xn_{l-1}(x)-ln_{l}(x)\end{aligned}}}.

## Генерирајуће функције
Генерирајуће функције сферних Беселових функција су:
{\displaystyle {\frac {1}{z}}\cos {\sqrt {z^{2}-2zt}}=\sum _{n=0}^{\infty }{\frac {t^{n}}{n!}}j_{n-1}(z),}
{\displaystyle {\frac {1}{z}}\sin {\sqrt {z^{2}+2zt}}=\sum _{n=0}^{\infty }{\frac {(-t)^{n}}{n!}}y_{n-1}(z).}

## Сферне Ханкелове функцијеhn
Постоји и сферни аналог Ханкелових функција, које су комбинација сферних Беселових функција:
{\displaystyle h_{n}^{(1)}(x)=j_{n}(x)+iy_{n}(x)\,}
{\displaystyle h_{n}^{(2)}(x)=j_{n}(x)-iy_{n}(x).\,}
Појављују се у сферним проблемима распростирања таласа, као нпр. приликом мултиполнога развоја електромагнетскога таласа.